# エントリー (人材サービス業)
株式会社エントリー（英:  ENTRY,Inc.）は、東京都新宿区西新宿に本社を置く、人材サービスを提供する企業。

## 概要
- 社名の「ENTRY」 には、人と仕事の縁むすび（EN）に挑戦（TRY）し続けるという意味が込められている。
- 短期に特化した人材派遣業を展開する[3]。提供する主なサービスは「スマジョブ」と「シェアジョブ」。
- 勤務スタッフにとっての利便性を高めるサービスを提供しており、登録から勤務開始まで来社が不要で、2017年には業務後その日のうちにセブン銀行のATMで給与を受け取ることができる仕組みを整備した[4][5]。

## 沿革
- 2002年、なもなもキャリアサービス設立。旧三和銀行OB3名が資金を出し合い、「有料職業紹介」を立ち上げる。
- 2013年、なもなもキャリアサービス「エントリー事業部」設立。
- 2014年、MBOを行い「株式会社エントリー」へ社名変更。寺本潤が社長に就任。
- 2016年、「スマジョブ」を導入。
- 2018年7月2日、「24時間登録受付センター」を青森県青森市に開設。7月3日、青森県・青森市と基本協定を締結[6]。7月6日、ベトナム貿易大学とグローバル人材育成に向けて連携・協力協定を締結。
- 2019年1月9日、ベトナム国家大学ハノイ外国語大学とグローバル人材育成に向けて連携・協力協定を締結。3月1日、短期や単発の仕事に特化したCtoCのマッチングサイト「シェアジョブ」リリース[7]。
- 2022年、4月フォークリフト人材事業「LIFTRY」サービス開始[8]。8月25日、地方農家の人手不足の解消を目的としたを「シェアジョブ農家さん相談弘前支店」の開設にあたり青森県・弘前市と基本協定を締結、8月26日オープン[9]。11月1日、推し活動を豊かにするサービス「osikatsu」開始[10]。
- 2023年、ベトナムに現地法人「ENTRY VIETNAM CO.,LTD」を設立、サニタリーサービスに特化した「sharejob」を1月16日より開始[11]。キャンパス内シェアサイクル「COGOO（コグー）」の事業を株式会社ツナググループHCから譲り受け、2023年12月1日事業譲渡契約を締結[12]。[13]

## 独自の取り組み
- 2016年より社長による新入社員の実家への家庭訪問が行われている[3][14]
- 2023年10月、ハロウィンでは優秀な仮装をした社員に「仮装手当」5万円を支給する福利厚生を実施し、従業員約400名が参加した[15]。

## 事業内容
人材派遣事業、人材紹介事業、シェアリングエコノミー事業、農業向けマッチング事業、アウトソーシング事業、オタク事業

## 事業所
- 本社

東京都新宿区西新宿2-6-1 新宿住友ビル41F
- 北日本
  - 札幌支店（北海道札幌市中央区北1条西5丁目2 札幌興銀ビル6F）
  - 24時間登録受付センター（青森県青森市長島2-25-1 太陽生命青森ビル8階）
  - シェアジョブ農家さん相談弘前支店（青森県弘前市城東北3-10-1さくら野百貨店弘前店3F）
  - 仙台支店（宮城県仙台市宮城野区榴岡2-3-15 花本ビル6階）
- 関東
  - 新宿支店（東京都新宿区西新宿6-2-18 SKビル7階）
  - 立川支店（東京都立川市曙町2-32-3 立川三和ビル4F）
  - 町田支店（東京都町田市森野1-7-23 大樹生命町田ビル6F）
  - 大宮支店（埼玉県さいたま市大宮区下町1-8-1 大宮下町1丁目ビル6F）
  - 川越支店（埼玉県川越市脇田本町13-5 川越第一生命ビルディング 3F）
  - 古河支店（茨城県古河市本町4丁目1-9 ONOZATOビル3階 東側）
  - つくば支店（茨城県つくば市吾妻2-8-8 つくばシティアビル 201号室）
  - 船橋支店（千葉県船橋市本町二丁目1番34号 船橋スカイビル3F）
  - 柏支店（千葉県柏市旭町1-1-7 第5彰栄ビル2階）
  - 横浜支店（神奈川県横浜市西区北幸2-4-3 GM21ビル5F）
  - 本厚木支店（神奈川県厚木市旭町1-27-6 本厚木マイビルディング4F）
- 中部
  - 名古屋支店（愛知県名古屋市中村区椿町17-15 ユース丸悦ビル5F）
  - 岡崎支店（愛知県岡崎市羽根町字東荒子57 AR岡崎スクエア3階）
  - 一宮支店（愛知県一宮市栄1-9-20 朝日生命一宮ビル2F）
- 関西
  - 梅田支店（大阪府大阪市北区梅田1-11-4 大阪駅前第4ビル21F）
  - 難波支店（大阪府大阪市中央区難波2-2-3 御堂筋グランドビル 14階2-1号室）
  - 京都支店（京都府京都市下京区函谷鉾町83 第三田源ビル3F）
  - 三宮支店（兵庫県神戸市中央区琴ノ緒町5-4-23 サンデンビル7F）
- 中国
  - 岡山支店（岡山県岡山市北区本町2-10 SEC岡山駅前ビル7F）
  - 広島支店（広島県広島市中区本通7-29 アイビービル3階）
- 九州
  - 福岡支店（福岡県福岡市中央区天神3-4-3 大隈ビル4F）
  - 久留米支店（福岡県久留米市東町36-8 ステーションプラザ久留米ビル502）
  - 熊本支店（熊本県熊本市中央区辛島町6-7 いちご熊本ビル10階1002号室）
- 沖縄
  - 沖縄支店（沖縄県那覇市泉崎1-10-16 沖縄バス本社ビル3F）
- 海外
  - ベトナム支店　（Floor 2,Truong Thinh Building, No.01 Phung Chi Kien Street,Nghia Do Ward,Cau Giay District,Hanoi City,Vietnam.）

## スポンサー
- 2023年4月「東京新大学野球連盟」「首都大学野球連盟」「関西六大学野球連盟」の春季リーグメインスポンサー[16]
- 2023年7月12日、阪神タイガース vs 横浜DeNAベイスターズ戦の冠協賛として同試合の名称を「バイトするならエントリーナイター」として開催[17]。
- 2023年7月22日、阪神タイガース Women vs 読売ジャイアンツ(女子) の冠協賛として「バイトするならエントリー ドリームマッチ」を開催[18]。
- 2023年8月22日、読売ジャイアンツ vs 東京ヤクルトスワローズの冠協賛として「バイトするならエントリーナイター」を開催[19]。
- 2023年9月、沖縄県宜野座村の体育施設のネーミングライツスポンサーとなる[20]。
- さわかみ関西独立リーグ所属、姫路イーグレッターズのダイヤモンドスポンサー。

## 広告に起用された人物
- 藤澤響花[21]
- 越雲みなみ[22]

## 所属するスポーツ選手
- 沢田優蘭（2022年2月1日〜）[23]

## 関連書籍
- 『働く人のため改革： 日本発！ 働き手の立場で構築した独自の仕組みを世界へ』中央精版印刷株式会社、2021年11月1日、鶴蒔靖夫